# Луза (Слободський район)
Луза́ (рос. Луза) — присілок у складі Слободського району Кіровської області, Росія. Входить до складу Ленінського сільського поселення.
Населення становить 76 осіб (2010, 49 у 2002).
Національний склад станом на 2002 рік — цигани 82 %.